# هری و تونتو
هری و تونتو (به انگلیسی: Harry and Tonto) فیلمی ۱۱۵ دقیقه‌ای به کارگردانی پل مازورسکی با بازی آرت کارنی است.